# Kay Larsen
Kay Larsen (født 19. december 1879 i København, død 26. oktober 1947 i Ordrup) var en dansk forfatter og handelsuddannet. Kay Larsen har skrevet en lang række faktuelle bøger omkring Danmarks kolonier og merkantilistiske historie.
På trods af faktuelle unøjagtigheder og en manglende forståelse for forskellen på de Dansk Vestindiske Øer og andre danske landsdele sammenlignes hans værker med Thorkild Hansens trilogi. Som det tidligste forsøg på at skildre den danske kolonihistorie og med tanke på forfatterens faglige baggrund er de samlede værker af meget høj kvalitet.
Han blev Ridder af Dannebrogordenen 1919 og modtog Fortjenstmedaljen i sølv 1940.
Han er begravet på Ordrup Kirkegård.

## Værker
- "Trankebar". Bind 1 af Dansk-Ostindiske Koloniers historie. Jørgensen, 1907
- "De Bengalske Loger. Nikobarerne", Bind 2 af Dansk-Ostindiske Koloniers historie. Jørgensen, 1908
- "De dansk-ostindiske koloniers historie", Centralforlaget, 1908, genudgivet af Kessinger Publishing LLC i 2010
- "Dansk-ostindiske Personalia og Data", 1912
- "De ostindiske Kompagnier og asiatisk Kompagni, Danmark i Indien og Østasien før og nu", 1912, medforfatter Charles Sveistrup
- "Dansk Kapervæsen 1807-14", Gyldendal 1915 samt genudgivet i 1972.
- "Krøniker fra Trankebar", Nordiske Forfatteres Forlag, 1918
- "De Danske i Guinea", 1918
- "Krøniker fra Guinea", A. Olsen, 1927
- "Dansk Vestindien, 1666-1917", Reitzel, 1928
- "Danmarks Tropekolonier ; Danskes Langfarter med Handelsskuder og Krigsskibe ; Dansk Kaperfærd: en lille Redegørelse", 1930
- "Vore orlogsskibe fra halvfemserne til nu", Nyt Nordisk Forlag, 1932.
- "Den danske Kinafart", Gad 1932
- "Guvenører, residenter, kommandanter og chefer: samt enkelte andre fremtrædende personer i de tidligere danske tropekolonier", A. Jensen 1940

## Eksterne links
- Kay Larsen | Gyldendal - Den Store Danske
- Kay Larsen på Dansk Forfatterleksikon
- Kay Larsen: "Dansk-Ostindisk Personalia og Data", København 1912 - digitalisering på ddd.dda.dk - digitalisering af Rigsarkivet